# Taudactylus diurnus
Taudactylus diurnus fou una espècie de granota que va viure a Austràlia.